# Pomnik Powstańców Wielkopolskich
Pomnik Powstańców Wielkopolskich w Poznaniu – pomnik upamiętniający powstanie wielkopolskie, które wybuchło w Poznaniu 27 grudnia 1918 roku. Znajduje się u zbiegu ulic Wierzbięcice i Królowej Jadwigi, na skraju Parku Izabeli i Jarogniewa Drwęskich. 

## Historia
Pierwsze pomysły upamiętnienia czynu powstańców wielkopolskich odpowiednim pomnikiem pojawiły się już w 1921 roku, ale do wybuchu II wojny światowej nie doczekały się realizacji. Inicjatywa pojawiła się ponownie w latach Polski Ludowej, za sprawą pochodzącego z Górnego Śląska Jana Szydlaka – pierwszego sekretarza Komitetu Wojewódzkiego PZPR w Poznaniu. Szydlak, wzorując się na powstałym w latach 1949–1952 Pomniku Powstańców Śląskich na Górze Świętej Anny, postanowił w podobny sposób upamiętnić także powstańców wielkopolskich. W 1961 roku powstał Społeczny Komitet Budowy Pomnika, kierowany przez Franciszka Nowaka, przewodniczącego komisji kontroli partyjnej Komitetu Wojewódzkiego PZPR w Poznaniu. Na ogłoszony konkurs wpłynęły prace m.in. od takich rzeźbiarzy, jak: Bazyli Wojtowicz, Ryszard Skupin, Stanisław Kulon, czy Marian Konieczny. 
Pomnik wykonany został według projektu Alfreda Wiśniewskiego, profesora Państwowej Wyższej Szkoły Sztuk Plastycznych w Gdańsku. Jego odsłonięcia dokonano 19 września 1965 roku, a defiladę z tej okazji odbierał m.in. Marian Spychalski.
Monument został poświęcony przez arcybiskupa Jerzego Strobę 27 grudnia 1989 roku, w 71. rocznicę powstania wielkopolskiego.

## Forma
Pomnik to 17-metrowy monument pokryty szarym granitem. Obelisk ozdobiono na wysokości 6 metrów płaskorzeźbami przypominającymi historię Najdłuższej Wojny Nowoczesnej Europy: na froncie orzeł, a po bokach strajk dzieci wrzesińskich, wóz Drzymały, postać Marcina Kasprzaka wśród robotników i śmierć pierwszego powstańca Franciszka Ratajczaka. Obok obelisku stoi rzeźba przedstawiająca dwóch powstańców – oficera z szablą i szeregowca strzelca z karabinem. W 1988 roku przebudowano otoczenie pomnika (według projektu Jerzego Nowakowskiego) – powstał plac apelowy o powierzchni 1800 m². Znicz z pomnika, niewykorzystane podczas renowacji, przeniesiono do Lapidarium UAM.